# Nophis teillardi
Nophis teillardi is een insect uit de familie van de mierenleeuwen (Myrmeleontidae), die tot de orde netvleugeligen (Neuroptera) behoort. 
Nophis teillardi is voor het eerst wetenschappelijk beschreven door Navás in 1912.